# Улоф Торен
Улоф Торен (швед. Olof Torén, 1718 — 17 серпня 1753) — шведський ботанік та священик, один з «апостолів Ліннея».

## Біографія
Народився у 1718 році.
Він навчався в Упсальський університеті. Його вчителем був видатний шведський вчений Карл Лінней.
У 1748–1749 роках Улоф Торен брав участь у науковій експедиції у Китай. З 1750 до 1752 року він брав участь у науковій експедиції в Індію та у Китай. Улоф Торен відіслав ряд великих колекцій до Швеції. В даний час вони знаходяться в Лондонському Ліннеївському товаристві.
Улоф Торен помер в області Богуслен 17 серпня 1753 року.

## Наукова діяльність
Улоф Торен спеціалізувався на насіннєвих рослинах.

## Публікації
- Reise nach Ostindien und China. Nebst D. Toreens Reise nach Suratte und E. G. Ekebergs Nachricht von der Landwirtschaft der Chineser. Rostock, J. C. Koppe, 1765.
- Dagbok öfwer in ostindisk resa åren 1750, 1751, 1752. (Опубліковано Карлом Ліннеєм)

## Почесті
Карл Лінней на честь Торена назвав рід рослин Torenia родини Linderniaceae (раніше — родини Ранникові).